# Psammodiscus
Psammodiscus is een monotypisch geslacht van straalvinnige vissen uit de familie van schollen (Pleuronectidae).

## Soort
- Psammodiscus ocellatus Günther, 1862